# Sextuor de Farrenc
Le Sextuor en do mineur op. 40 est une œuvre de musique de chambre pour piano et quintette à vent de Louise Farrenc. C'est l'une de ses pièces de musique de chambre les plus jouées.

## Histoire
Ce sextuor a été composé en 1851-1852 et est considéré comme le premier à employer cet effectif instrumental, quatre-vingt ans avant le célèbre sextuor de Francis Poulenc. 
Il a été créé le 21 novembre 1852 par Louise Farrenc au piano, Louis Dorus à la flûte, Stanislas Verroust au hautbois, Adolphe Leroy à la clarinette, Joseph-François Rousselot au cor et Charles Verroust au basson.

## Effectif
Le sextuor est écrit pour piano, flûte, hautbois, clarinette, cor et basson.

## Structure
Il est composé de trois mouvements :
1. Allegro
2. Andante sostenuto
3. Allegro vivace

Durée : environ 25 minutes.

## Réception
À l'occasion d'une audition du sextuor en mars 1854, Henri Blanchard écrit dans la Revue et gazette musicale de Paris : « Ce remarquable morceau a prouvé de nouveau que Mme Farrenc sait mettre autant de science dans son instrumentation que de grâce dans sa mélodie ».
Après une nouvelle audition en 1856, Adolphe Giacomelli écrit dans La France musicale : « Le sextuor de Mme Farrenc, pour piano et instruments à vent, est rempli d'idées poétiques et neuves qui appartiennent, sans aucune contestation possible, à l'auteur, et qu'elle a su enfermer dans le cadre gothique de la symphonie. Rien ne sent la recherche, la fatigue, l'hésitation, dans ce beau tableau d'une touche à la fois légère et majestueuse. L'andante est d'un sentiment parfait. C'est un chant d'une douceur exquise que viennent progressivement animer d'ingénieux développements. La péroraison a fait éclater dans la salle les plus chaleureux applaudissements. Nos compliments à Mme Farrenc pour cette belle œuvre, qui pourrait être signée par les plus grands maîtres ».

## Discographie
- Louise Farrenc, Nonett - Sextett, par les solistes de la Philharmonie d'état de Rhénanie-Palatinat, 2001, Bayer Records.
- Louise Farrenc: Piano Trios, Sextet, par le Linos Ensemble, 2006, Radio Bremen/CPO.
- Louise Farrenc, Chamber Music, par l'Ambache Chamber Ensemble, 2013, Carlton Classics.
- Winds & Piano, Les Vents Français, 2014, Warner Classics.
- Louise Farrenc, Wind Sextet - Trios, par Linda Di Carlo (piano) et l'OperaEnsemble, 2016, Brilliant Classics.
- Louise Farrenc, Sextet in C Minor, par Gitti Pirner (piano) et le quintette à vents de Stuttgart, 2018, SWR Classic Archive.

### Édition moderne
- Sextett in c-Moll op. 40, éd. Willi Rechsteiner, Furore Verlag